# Skördare
Denna artikel handlar om skördare i skogsbruk. Se skördetröska för jordbruksredskapet.

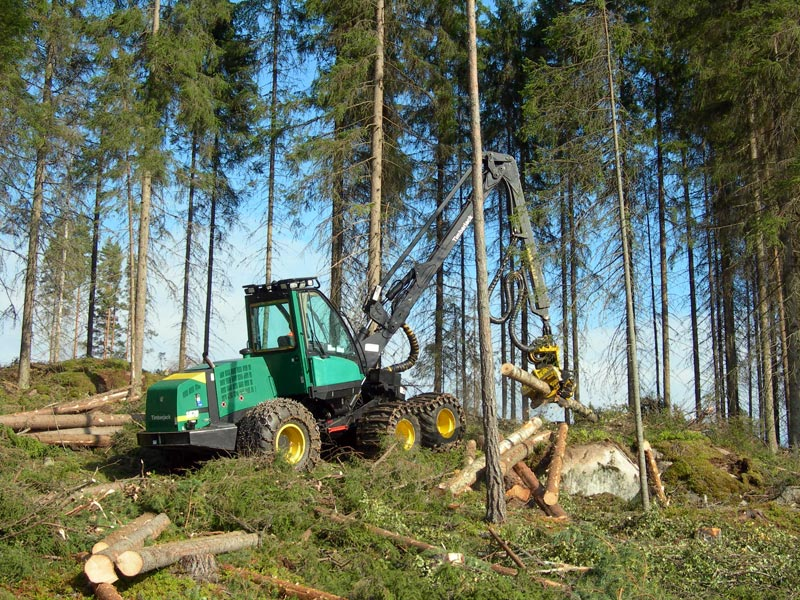
En skördare modell Timberjack 1070D.

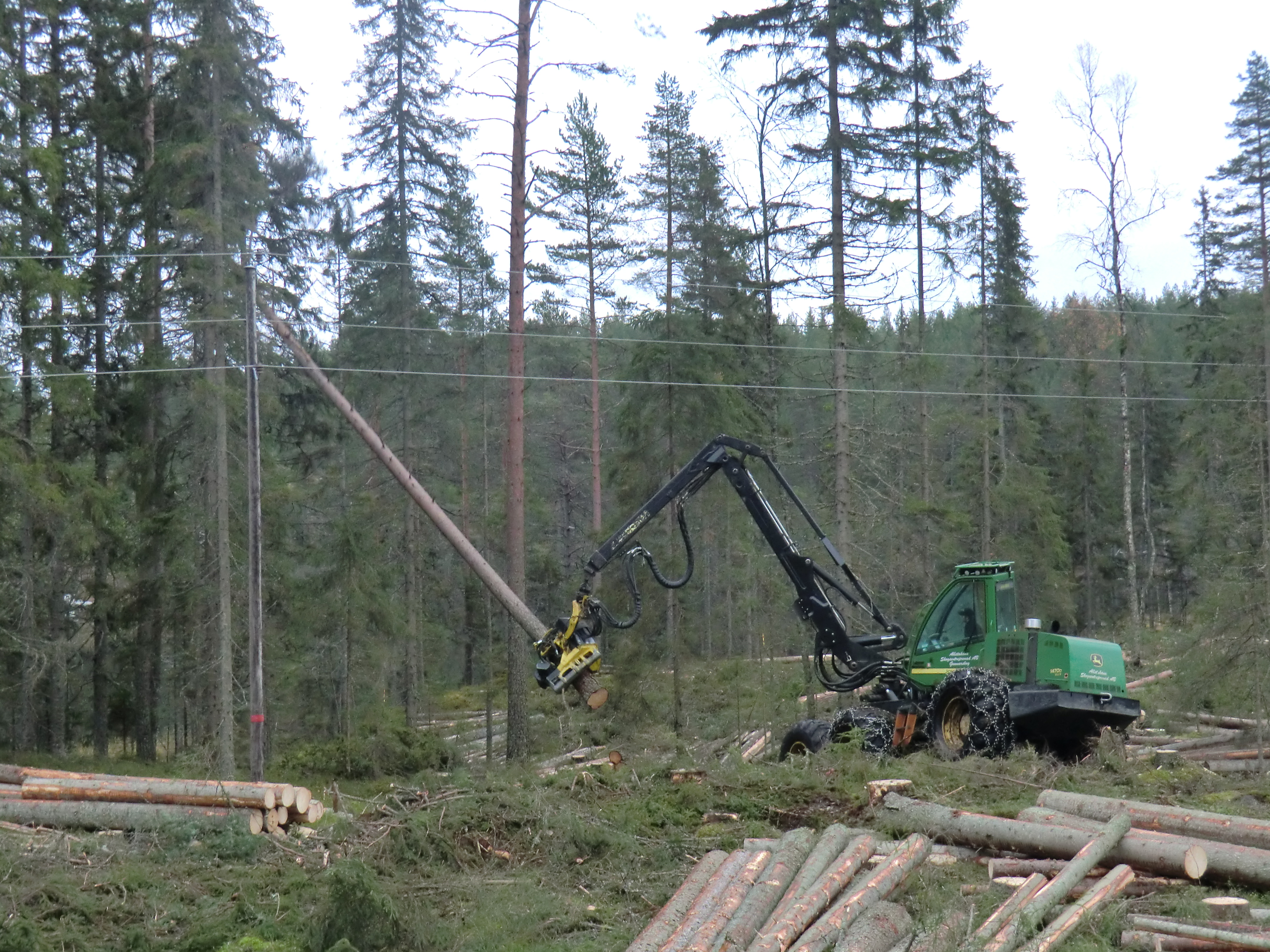
John Deere 1470 skördare i Finnsjön, Värmland.

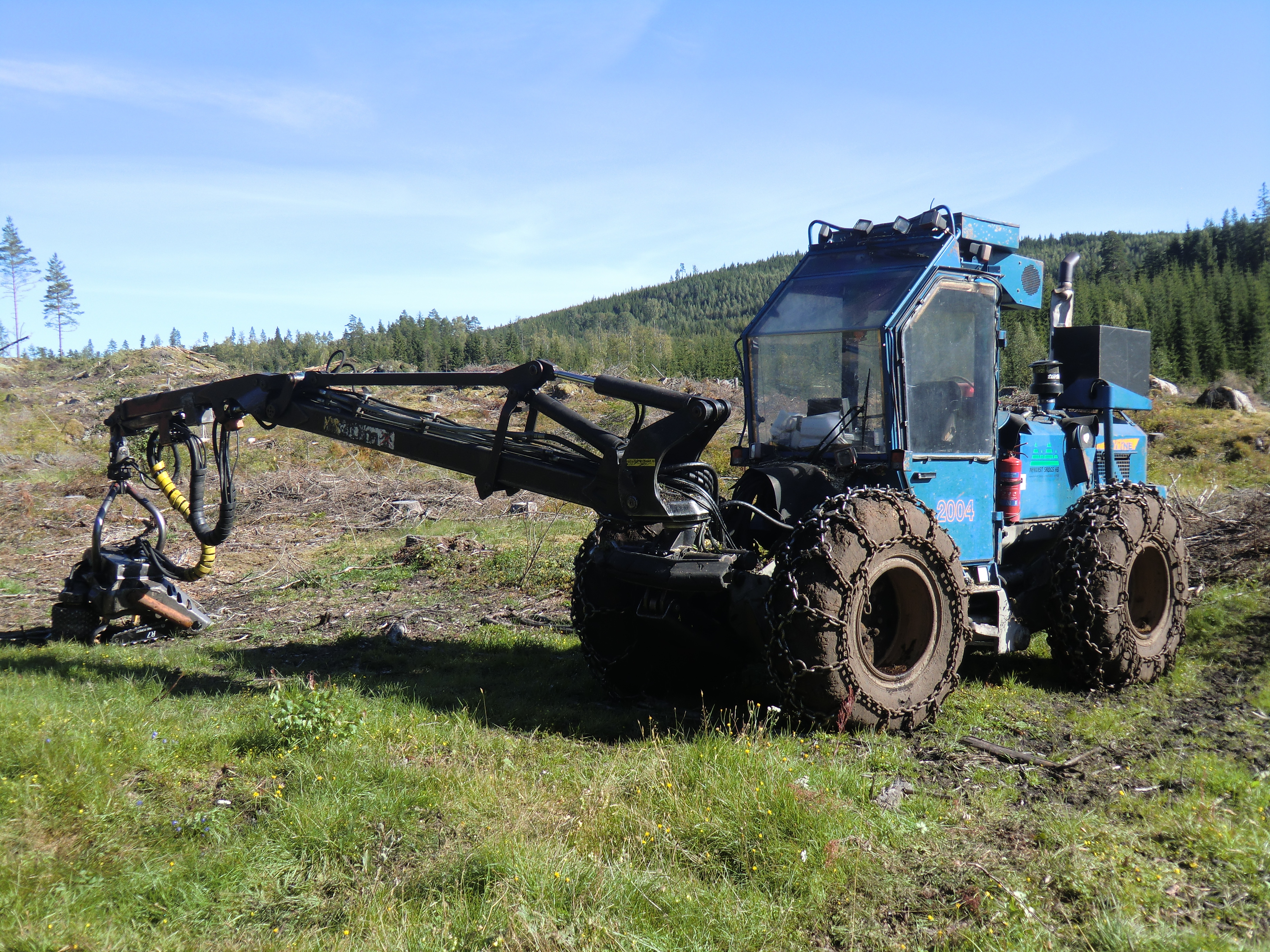
En mindre skördare avsedd för gallring.

Skördare är en typ av skogsmaskiner som används för att fälla, kvista och aptera träd till stockar. Skördare har i Sverige i stort sett ersatt motormanuell avverkning med motorsåg i både slutavverkning och gallring. Vanligen används skördare tillsammans med skotare i en avverkningsgrupp.  Skotaren svarar för utdrivningen av stockarna som skördaren apterat till bilväg, varvid stockarna är tillgängliga med virkesbilar.

## Teknik
En skördare är utrustad med en kraftig hydraulisk kran med ett s.k. skördaraggregat i kranspetsen. Aggregatet förs med hjälp av kranen mot stammen på det träd som ska avverkas. Aggregatet griper tag om stammen och sågar av den, vanligen med ett sågsvärd.
Kvistningen utförs i regel av kvistknivar som i samband med frammatningen skär av trädets grenar. Kapningen av den kvistade stammen till stockar görs med samma sågsvärd som användes för fällningen av trädet.
Skördare har sedan 1980-talet varit utrustade med aggregat som fortlöpande mäter trädstammens diameter och hur långt som stammen har matats fram genom aggregatet. En dator sköter med hjälp av dessa sensorvärden apteringen. Försök pågår med olika system för beröringsfri diametermätning men dessa har ännu inte lanserats på marknaden. 
Mindre aggregat som används i gallring har i regel inbyggd utrustning för automatisk applicering av bekämpningsmedel mot rotröta. Även skördare för slutavverkning kan utrustas med stubbehandlingsutrusning för spridning av pergamentsvampsporer som konkurrerar ut rotrötesvampar.

## Andra tillämpningar
Det förekommer att engreppsaggregat monteras på andra typer av basmaskiner än specialiserade skördare. 
I Sverige finns det självverksamma skogsägare som utrustar skogsanpassade jordbrukstraktorer med trepunktsmonterad kran och ett lättare aggregat. I regel är konventionella rullmatade aggregat för tunga och ställer för stora krav på hydrauliskt flöde och tryck för att dessa ska vara aktuella. Istället används aggregat med stegmatning, där stammen matas fram stegvis med hjälp av hydraulcylindrar.
Utomlands monteras ibland tunga aggregat på bandburna grävmaskiner. Sådana ekipage kan användas för till exempel avverkning av träd i plantageskog eller upparbetning av utlunnade träd vid avlägg när helstamsmetoden används.

## Historia
Världens första engreppsaggregat lanserades år 1980 av den svenska tillverkaren SP Maskiner. Till en början fanns det stor skepticism kring aggregattypen och dess förmåga att avverka och upparbeta grov skog. Farhågorna överspelades dock snart av den tekniska utvecklingen och idag används engreppsskördare i alla typer av avverkningar. Under 1990-talet svarade tekniksprånget för en väsentlig sänkning av avverkningskostnaderna i svenskt skogsbruk.

### Fotnoter
1. ↑  Thor, 2009
2. ↑  Thor, 2005